# Litoria tornieri
Litoria tornieri es una especie de anfibio anuro de la familia Pelodryadidae.

## Distribución geográfica
Esta especie es endémica del norte de Australia. Habita en elevaciones bajas desde Kimberley en Australia Occidental hasta Arnhem Land en la Tierra de Arnhem y el noroeste de Queensland.

## Descripción
Los machos miden de 27 a 34 mm y las hembras de 28 a 36 mm.

## Etimología
Esta especie lleva el nombre en honor a Gustav Tornier.

## Ciclo vital
Pone huevos en la superficie del agua. Los renacuajos tardan de 6 a 7 semanas en convertirse en ranas.

## Publicaciones originales
- Gray, 1842 : Description of some hitherto unrecorded species of Australian reptiles and batrachians. Zoological Miscellany, vol. 2, p. 51-57
- Nieden, 1923 : Subordo Aglossa und Phaneroglossa. Anura 1. Das Tierreich, vol. 46, p. 1-584.[6]